# 津西高速动车组列车
津西高速动车组列车是中国铁路运行于直辖市天津市天津西站及陕西省省会西安市西安北站的高速动车组列车，途经天津市、河北省、河南省、陕西省三省一市，客运里程1227公里，列车客运乘务由西安局集团西安客运段担当。其中天津西站至西安北站运行6小时14分，使用车次为G1711次；西安北站至天津西站运行6小时9分，使用车次为G1712次。

## 历史
2016年9月10日，新增天津西~西安北G1709/1710次、G1711/1712次列车2对，其中G1709/1710次列车后于2018年1月25日起延长至重庆西站。

## 使用列车
G1711/1712次列车使用配属于西安局集团西安北动车运用所的CRH380AL。